# Гарольд Гудвін
Гарольд Гудвін (англ. Harold Goodwin; 1 грудня 1902 — 12 липня 1987) — американський кіноактор, який знявся в понад 225 фільмах.

## Біографія
Народився в Пеорії, штат Іллінойс. Почав кінокар'єру ще в підлітковому віці у фільмі 1915 року «Таємна втеча Майка». Він також знімався у кінокомедії Коледж (1927) Бастера Кітона. Гудвін домігся ролі в іншому фільмі Кітона Кінооператор (1928), в якому він знявся разом з Бастером Кітоном та Марселін Дей. У 1930 році він знявся у фільмі На західному фронті без змін (1930) в ролі Детерінга.
В останні роки життя, Гудвін переважно знімався у вестернах і часто працював каскадером для кіностудій. Останньою стрічкою Гудвіна був малобюджетний фільм жахів Хлопець, який розповідав про перевертня (1973).
Гарольд Гудвін помер у Вудленд-Гіллз (Каліфорнії, США) в 1987 році.

## Фільмографія

### 1910-ті
| - 1915: Таємна втеча Майка / Mike's Elopement — Майк - 1915: Маленькі сироти / The Little Orphans — Дональд - 1915: Як і в старі часи / As in the Days of Old - 1915: На тих живих островах / The Ever Living Isles - 1915: Старий Гейдельберг / Old Heidelberg — принц Карл в 12 років - 1916: Маленька міс Ніхто / Little Miss Nobody - 1917: Мовчазний чоловік / The Silent Man — Девід Брайс | - 1918: Сенсація / A Society Sensation — Тіммі - 1918: Підла людина / The Yellow Dog - 1918: Звільніть / Set Free — Рональд Блер - 1919: Переможна дівчина / The Winning Girl — Джек Мілліган - 1919: Щеняча любов / Puppy Love — Джеймс Гордон Олівер - 1919: Серце гір / The Heart o'the Hills — молодий Джейсон Гонейсатт |

### 1920-ті
| - 1920: Мильна піна / Suds — Бенджамін Піллсбері Джонс - 1920: Сімейна честь / The Family Honor — хлопчик - 1920: Солодка лаванда / Sweet Lavender —— Клем Гейл - 1921: Олівер Твіст молодший / Oliver Twist, Jr. — Олівер Твіст молодший - 1921: Час кохання / Lovetime — П'єр Лавон - 1922: Чотки / The Rosary — Скітерс Мартін - 1922: Людина людині / Man to Man — Слім Барбі - 1922: Панда / The Bearcat — Пітер Мей - 1922: Поцілунок / Kissed — Джим Керночан - 1922: Дочка Бутлегера / The Bootlegger's Daughter — скрипаль - 1923: Розпалена хоробрість / Kindled Courage — Х'ю Пекстон - 1923: Еліс Адамс / Alice Adams — Волтер Адамс - 1923: Малий Рамблін / The Ramblin' Kid — Скінні Роулінс - 1923: Ніжна Джулія / Gentle Julia — Нобл Ділл - 1924: Аризона Експрес / Arizona Express — Девід Кейт | - 1924: Бий і біжи / Hit and Run — Teкс Адамс - 1924: Вулична Мадонна / Madonna of the Streets — Волтер Боуман - 1924: У любові з любов'ю / In Love with Love — Роберт Меткалф - 1925: Базіка / The Talker — Лонні Вінстон - 1925: Мічман / The Midshipman — Текс - 1926: Неплатоспроможний медовий місяць / A Bankrupt Honeymoon — Гарольд Пемброк - 1926: Експрес медового місяця / The Honeymoon Express — Ленс - 1927: Тарзан і золотий лев / Tarzan and the Golden Lion — Джек Бредлі - 1927: Засипаний снігом / Snowbound — Джо Бейрд - 1927: Коледж / College — конкурент - 1928: Лідер оплесків / The Cheer Leader — Річард Кросбі - 1928: Кінооператор / The Cameraman — Стегг - 1928: Гарячий чи холодний / Hot or Cold - 1929: Божественна леді / The Divine Lady |

### 1930-ті
| - 1930: На західному фронті без змін / All Quiet on the Western Front - 1930: Вдова з Чикаго / The Widow from Chicago — Джиммі - 1931: Дирижабль / Dirigible — Гансен - 1931: Таємниця юриста / The Lawyer's Secret — «Мадам X» - 1931: Задоволення / Pleasure — Ллойд - 1931: Щеплення / Graft — «Швидкий» Хансен - 1931: Погана компанія / Bad Company - 1932: Симфонія шести мільйонів / Symphony of Six Million - 1932: Небесна наречена / Sky Bride — Дикий Білл Адамс - 1932: Голлівудська перешкода / The Hollywood Handicap - 1932: Божевілля кіно / Movie Crazy — Міллер - 1933: Алілуя, я ледар / Hallelujah I'm a Bum - 1933: Поганий бродвей / Broadway Bad - 1933: Історія Темпл Дрейк / The Story of Temple Drake - 1933: Одинокий ковбой / Lone Cowboy - 1934: Вона була леді / She Was a Lady — Янк - 1934: Колесо фургона / Wagon Wheels - 1935: Романтика в Манхеттені / Romance in Manhattan - 1935: Елмер у перегонах / One Run Elmer — Джим - 1935: Західний кордон / Western Frontier - 1935: Хрестовий похід / The Crusades - 1935: Засуджений жити / Condemned to Live - 1936: Троє на гілці / Three on a Limb — Гомер - 1936: Темна година / The Dark Hour — Пітер Блейк - 1936: Опера «великого шолома» / Grand Slam Opera — лідер групи - 1936: Робін Гуд з Ельдорадо / The Robin Hood of El Dorado - 1936: Підробка / Counterfeit - 1936: Теодора божеволіє / Theodora Goes Wild - 1937: Тюремна приманка / Jail Bait | - 1937: Вигнанець / Outcast - 1937: Дітто / Ditto — Хенк - 1937: Боротися до кінця / A Fight to the Finish — Генрі - 1937: Це трапилося в Голлівуді / It Happened in Hollywood — Бак - 1937: Сніданок для двох / Breakfast for Two - 1938: Міська дівчина / City Girl - 1938: Щасливе приземлення / Happy Landing - 1938: Острів на небесах / Island in the Sky - 1938: Регтайм бенд Олександра / Alexander's Ragtime Band - 1938: Прощавай назавжди / Always Goodbye - 1938: Небесний велетень / Sky Giant - 1938: Продовжуй сміятись / Keep Smiling - 1938: Моя щаслива зірка / My Lucky Star - 1938: За рогом / Just Around the Corner - 1938: Снайпери / Sharpshooters - 1939: Джессі Джеймс. Герой поза часом / Jesse James - 1939: Останнє попередження містера Мото / Mr. Moto's Last Warning - 1939: Містер Мото на острові небезпеки / Mr. Moto in Danger Island - 1939: Юніон Пасіфік / Union Pacific — Кельвін - 1939: Молодий містер Лінкольн / Young Mr. Lincoln - 1939: Сім'я Джонсів у Голлівуді / The Jones Family in Hollywood - 1939: Сюзанна з гір / Susannah of the Mounties - 1939: Друга скрипка / Second Fiddle - 1939: Нічні новини / News Is Made at Night - 1939: Один проти всього світу / One Against the World — Том Кроуфорд - 1939: Чарлі Чан на острові скарбів / Charlie Chan at Treasure Island - 1939: Тут я — Незнайомець / Here I Am a Stranger - 1939: Голлівудська кавалькада / Hollywood Cavalcade - 1939: Сіско Кід і леді / The Cisco Kid and the Lady |

### 1940-ті
| - 1940: Місто можливостей / City of Chance - 1940: Синій птах / The Blue Bird - 1940: Чарлі Чан в Панамі / Charlie Chan in Panama - 1940: Хай живе Сіско Кід / Viva Cisco Kid — Хенк Гюнтер - 1940: Чарлі Чан в будинку воскових фігур / Charlie Chan at the Wax Museum — Едвардс - 1940: Техаські рейнджери знову в сідлі / The Texas Rangers Ride Again — рейнджер Комсток - 1940: Майкл Шейн: Приватний детектив / Michael Shayne: Private Detective - 1941: Рядові / Buck Privates - 1941: Сонний Захід / Sleepers West - 1941: Ковбой і блондинка / The Cowboy and the Blonde - 1941: Акцент на любові / Accent on Love - 1941: Вимушена посадка / Forced Landing - 1941: Ти ніколи не будеш багатшим / You'll Never Get Rich - 1941: Великі стволи / Great Guns - 1941: Міжнародна леді / International Lady - 1942: Бруклінська орхідея / Brooklyn Orchid - 1943: Він найняв боса / He Hired the Boss | - 1945: Саломея, яку вона танцювала / Salome Where She Danced - 1945: Та ніч з тобою / That Night with You - 1946: Відмовки / The Runaround - 1946: Вернись, любов моя / Lover Come Back - 1946: Ніяких азартних ігор з незнайомцями / Don't Gamble with Strangers — Джон Сандерс - 1947: Рабиня / Slave Girl - 1947: Рожевий кінь / Ride the Pink Horse — Ред - 1948: Сміливий житель пограничної зони / The Bold Frontiersman - 1948: Рейдери Карсон-Сіті / Carson City Raiders — Дейв Старкі - 1948: Річкова леді / River Lady - 1948: Поцілунками витри кров з моїх рук / Kiss the Blood Off My Hands - 1949: Медовий місяць для сім'ї / Family Honeymoon - 1949: Леді грає в азартні ігри / The Lady Gambles - 1949: Закон золотого заходу / Law of the Golden West — северянин в барі - 1949: Бандит з Вайомінга / The Wyoming Bandit — шериф - 1949: Токійський Джо / Tokyo Joe |

### 1950-ті
| - 1950: Невдачі Бастера Кітона / The Misadventures of Buster Keaton - 1950: Великий Руперт / The Great Rupert - 1950: Жінка в бігах / Woman in Hiding - 1950: Я був магазинним злодюжкою / I Was a Shoplifter - 1950: Кід з Техасу / The Kid from Texas — Метт Кертіс - 1950: Пошта Вайомінга / Wyoming Mail - 1951: Еббот і Костелло зустрічають людину-невидимку / Abbott and Costello Meet the Invisible Man - 1951: Останній форпост / The Last Outpost - 1951: Подвійний динаміт / Double Dynamite - 1952: А ось і Нельсони / Here Come the Nelsons | - 1953: Руда з Вайомінгу / The Redhead from Wyoming - 1953: Ебботт та Костелло вирушають на Марс / Abbott and Costello Go to Mars - 1954: Тримайся подалі від Діабло / Ride Clear of Diablo - 1954: Чорний вівторок / Black Tuesday - 1955: Ебботт і Костелло зустрічають поліцейських з Кістоуна / Abbott and Costello Meet the Keystone Kops — кінооператор - 1957: Джо Метелик / Joe Butterfly — полковник Гоппер - 1957: Нічний переїзд / Night Passage - 1959: Немає імені на кулі / No Name on the Bullet - 1959: Все почалося з поцілунку / It Started with a Kiss |

### 1960-ті
| - 1960: Дівчина-п'явка / The Leech Woman — детектив Джой - 1960: Портрет в чорних тонах / Portrait in Black - 1960: Спартак / Spartacus - 1961: Іди голим у світ / Go Naked in the World - 1962: Експеримент з жахом / Experiment in Terror | - 1963: Посунься, кохана / Move Over, Darling - 1964: Латунь пляшки / The Brass Bottle - 1964: Лікування шоком / Shock Treatment - 1964: Доля — мисливець / Fate Is the Hunter - 1965: Морітурі / Morituri |

### 1970-ті
- 1973: Хлопець, який розповідав про перевертня / The Boy Who Cried Werewolf — містер Дункан